# كاثرين بندرل
كاثرين بندرل (بالإنجليزية: Catharine Pendrel) مواليد 30 سبتمبر 1980 في فريدريكتون، هي درّاجة كندية. شاركت في دورة الألعاب الأولمبية الصيفية. شاركت وحققت ميدالية في دورة ألعاب الكومنولث.

## الميداليات
| الميدالية | المسابقة                    |
| --------- | --------------------------- |
| ذهبية     | دورة ألعاب الكومنولث 2014   |
| ذهبية     | دورة الألعاب الأمريكية 2007 |
| فضية      | دورة الألعاب الأمريكية 2015 |

## روابط خارجية
- كاثرين بندرل على موقع أرشيف الدراجات (الإنجليزية)
- كاثرين بندرل على موقع CycleBase (الإنجليزية)
- كاثرين بندرل على موقع MTB Data (الإنجليزية)
- كاثرين بندرل على موقع اللجنة الأولمبية الدولية (الإنجليزية)
- كاثرين بندرل على موقع أوليمبيديا (الإنجليزية)
- كاثرين بندرل على موقع اتحاد ألعاب الكومنولث (مؤرشف) (الإنجليزية)